# Jean-Claude Scherrer
Jean-Claude Scherrer (* 20. července 1978, v Uznachu, Švýcarsko) je současný švýcarský profesionální tenista.
Ve své dosavadní kariéře zatím nevyhrál na okruhu ATP žádný turnaj.

## Čtyřhra - prohry (2)
| Č. | Datum             | Turnaj            | Povrch | Partner            | Vítězové                | Výsledek |
| 1. | 16. červenec 2006 | Gstaad, Švýcarsko | antuka | Marco Chiudinelli  | Jiří Novák Andrei Pavel | 6-3, 6-1 |
| 2. | 11. leden 2009    | Chennai, Indie    | tvrdý  | Stanislas Wawrinka | Eric Butorac Rajeev Ram | 6-3, 6-4 |